# Masacre de Turén
La Masacre de Turén ocurrió entre el 29 de septiembre de 1952 en Turén, en el estado Portuguesa de Venezuela, durante la dictadura militar. La masacre fue perpetrada por la Guardia Nacional como respuesta a un levantamiento fallido de campesinos en la localidad. Se desconoce con precisión la cantidad de muertos producto de la masacre, pero hay estimados que calculan que superó el centenar de víctimas, y la cifra podría alcanzar a ciento treinta. El Diccionario de Historia de Venezuela de la Fundación Empresas Polar describe que las fuerzas de seguridad «mataron a un número no precisado de campesinos».

## Levantamiento campesino
En su libro Se llamaba SN, el periodista y escritor José Vicente Abreu describe que después del desalojo de campesinos de sus terrenos y la denegación de créditos, el 29 de septiembre de 1952, en Turén (estado Portuguesa), un grupo de alrededor de ochenta campesinos atacaron el puesto de la Guardia Nacional, armados con fusiles y revólveres, resultando en un saldo de cinco fallecidos y capturando el armamento posteriormente.

## Masacre
José Vicente Abreu sigue detallando que como respuesta, una compañía de la Guardia Nacional proveniente de Barquisimeto llegó a la localidad y procedió a disparar contra las viviendas, con la ayuda de la Aviación. El Diccionario de Historia de Venezuela de la Fundación Empresas Polar describe que las fuerzas de seguridad "mataron a un número no precisado de campesinos".
José Vicente Abreu continúa narrando que los pobladores de la zona estimaron que hubo alrededor de 100 muertos, incluyendo a Rufino Mendoza, el líder campesino comunista, quien habría sido fusilado, además de más de 200 heridos y 500 detenidos. También describe que los sobrevivientes fueron detenidos, incluyendo a hombres, mujeres, y niños, y trasladados a las cárceles de Acarigua, Barquisimeto y Valencia, donde fueron sometidos a torturas. La descripción de los eventos en el libro es la siguiente:

En la zona agraria de Turen, Estado Portuguesa, estaba planteado un problema social: muchos campesinos hablan sido desalojados de sus tierras y a otros les habían negado los créditos. El 29 de septiembre de 1952, a las cinco de la mañana, unos ochenta campesinos, con fusiles y cuatro revólveres, atacaron el Puesto de la Guardia Nacional de la zona, apoderándose de todas las armas. Hubo un saldo de cinco muertos. El mismo día, procedente de Barquisimeto, llegó una compañía de la Guardia Nacional, fuertemente armada. Los guardias se dedicaron a ametrallar los caseríos. La aviación hizo otro tanto. Quienes lograban salir con vida eran hechos prisioneros y sometidas a torturas. Se efectuaron detenciones en masa de hombres, mujeres y niños, Los guardias disparaban sobre los campesinos inermes. Desnudaban a las mujeres, Habitantes de la zona estiman que hubo alrededor de cien muertos, más de doscientos heridos y quinientos detenidos, trasladados a las cárceles de Acarigua, Barquisimeto y Valencia, donde fueron torturados brutalmente. El líder campesino comunista, Rufino Mendoza, fue fusilado en presencia de otros campesinos. La masacre de Turén es poco conocida de los venezolanos en toda su aterradora magnitud.

En su libro La Finca Moderna, el sociólogo Luis Llambi ofrece el estimado de 130 campesinos y obreros ejecutados como represalia al alzamiento.